# غابرييل أبلين
غابرييل أبلين (بالإنجليزية: Gabrielle Aplin)‏ (ولدت في 10 أكتوبر 1992) هي مغنية وكاتبة أغاني إنجليزية. أبلين حصلت على اهتمام العامة بعد أن أكتسبت متابعين كثر لمقاطعها على قناتها في يوتيوب 

## الألبومات
- مطر إنجليزي (2013)
- تضيء الظلام (2015)

## روابط خارجية
- غابرييل أبلين على موقع IMDb (الإنجليزية)
- غابرييل أبلين على موقع ميوزك برينز (الإنجليزية)
- غابرييل أبلين على موقع أول ميوزيك (الإنجليزية)
- غابرييل أبلين على موقع ديسكوغز (الإنجليزية)
- غابرييل أبلين على موقع كينوبويسك (الروسية)